# Kirchenausstattung

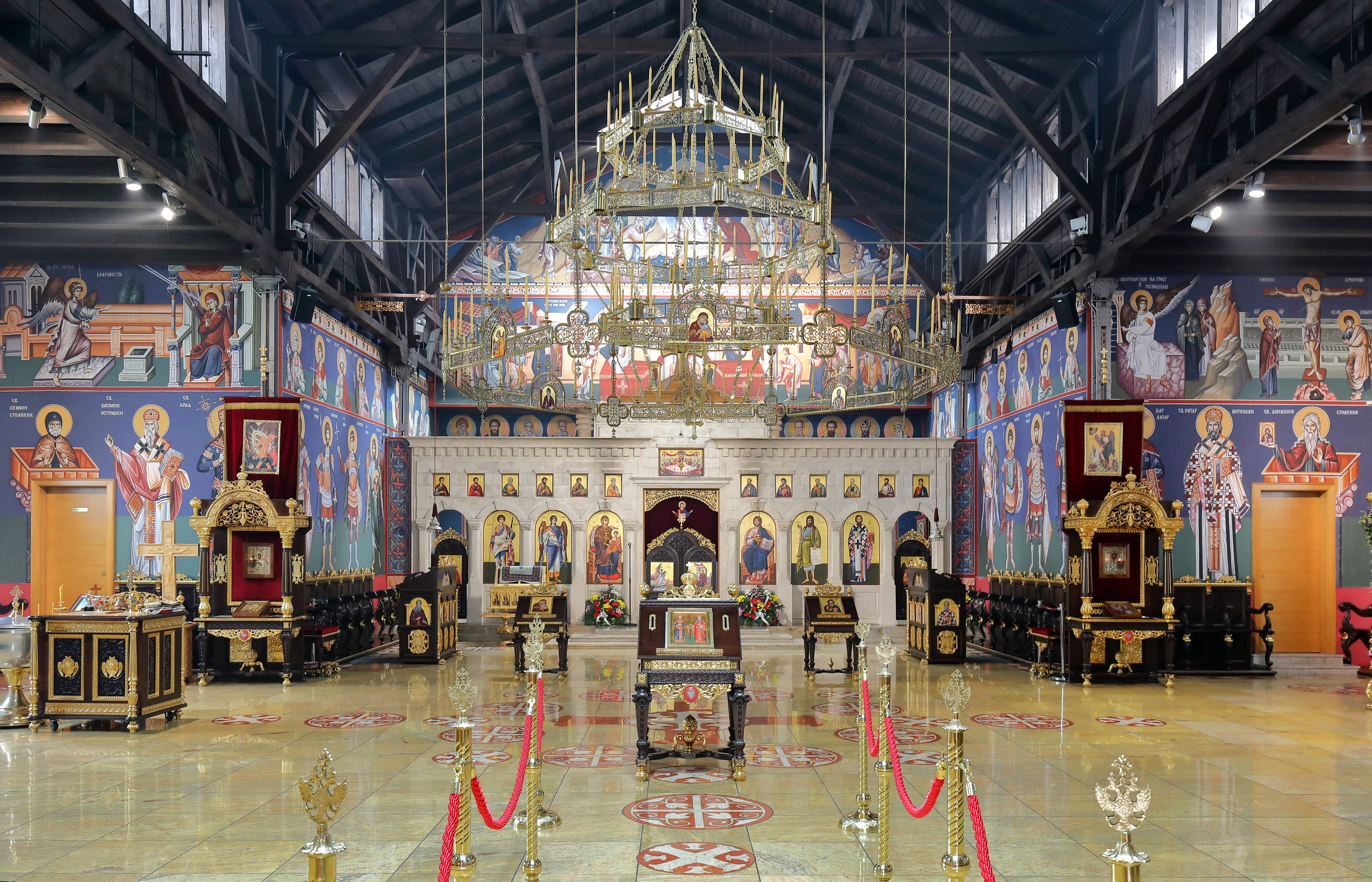
Eine neuzeitliche serbisch-orthodoxe Kirchenausstattung (Auferstehungskirche in Wien)

Zur Kirchenausstattung gehören die Einrichtungsstücke einer Kirche und die beweglichen und unbeweglichen Gegenstände, die der Liturgie und den kirchlichen Riten dienen. Einige Prinzipalien wie Altar, Kanzel, Taufbecken und Kreuz finden sich in den meisten Kirchen, oft auch eine Orgel. Auch Paramente und Verbrauchsgüter wie Kerzen, Lampenöl, Weihrauch, Hostien oder Messwein können als Kirchenausstattung bezeichnet werden. Besonders im süddeutsch-österreichischen Raum sind manche römisch-katholische Kirchen mit Vermögenswerten: Stiftungen, Grundbesitz, oder Ablässen ausgestattet.
Aufgrund der unterschiedlichen konfessionellen Ausprägungen unterscheiden sich die Anzahl und Funktion der Ausstattungsstücke in den verschiedenen Kirchen teils erheblich. Während die reformierten Kirchen sparsam und römisch-katholische Kirchen reich ausgestattet sind, nehmen evangelisch-lutherische und altkatholische Kirchen eine Mittelposition ein.

## Altar und Altarraum

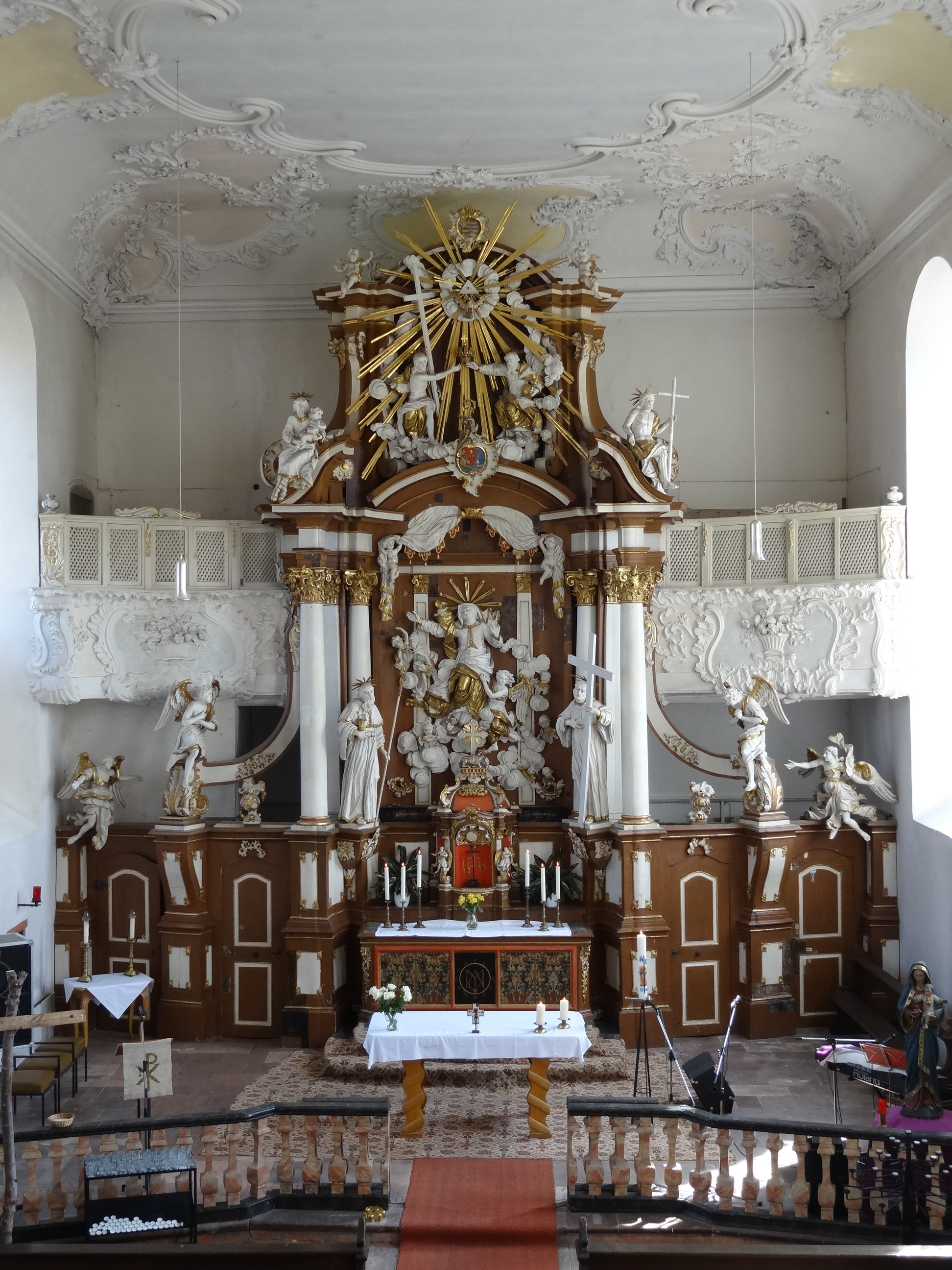
Hochaltar aus der Zeit des Rokoko (1778) in der Marienkirche Rockenberg

Abgesehen von den reformierten Kirchen und den Freikirchen unterscheiden die meisten Kirchen den Altarbereich, der als liturgischer Raum dient und früher dem Klerus vorbehalten war, vom Laienbereich für die Gemeinde. Der häufig um einige Stufen erhöhte Chor ist seit dem 4. Jahrhundert zunehmend und ab dem 10. Jahrhundert überwiegend nach Osten ausgerichtet und gelegentlich durch Chorschranken vom Laienbereich abgetrennt. Der steinerne oder hölzerne Lettner, eine Form der Chorschranke, ist oft mit Statuen oder Darstellungen der Zwölf Apostel verziert. Viele Lettner wurden im Zuge der Reformation entfernt, weitere nach dem Konzil von Trient (1563). Nach reformiertem Verständnis ist das Kirchengebäude als solches kein heiliger Ort, sondern es gilt das Priestertum aller Gläubigen, sodass eine Trennung von Altarbereich und Gemeinderaum überflüssig ist. Ab Ende des 19. Jahrhunderts wurde die Ostung beim Neubau von Kirchen vielfach aufgegeben. 
Der Altar ist in den meisten Kirchen das bedeutendste Ausstattungsstück, da hier die Feier der Eucharistie stattfindet. Er ist oftmals um eine oder mehrere Stufen erhöht und wird von einer Mensaplatte bedeckt, die aus einem einzigen Stück hergestellt sein muss und auf dem Stipes ruht. An der Vorderseite ist häufig ein Antependium oder Antemensale angebracht. Der hinten aufgesetzte Aufbau, der mit Malereien oder Plastiken verziert ist, wird als Retabel bezeichnet. Das schlichte romanische Tafelretabel wurde in der Gotik vom Flügelaltar abgelöst. Ein bekrönender Baldachin oder ein Ziborium kann die Bedeutung des Altars hervorheben. In römisch-katholischen Kirchen ist in den Altar häufig ein Sepulcrum, ein Stein mit einer Heiligenreliquie, eingelassen. Ist der Altar über dem Grab eines Heiligen errichtet, macht dieses das Sepulcrum überflüssig.
Ab dem 6. Jahrhundert setzte mit der Heiligenverehrung und dem Reliquienkult eine Zunahme von Privatmessen ein, wodurch es – zunächst in Abtei- und Klosterkirchen – oftmals zu einer Vervielfachung der Altäre kam. Nebenaltäre wurden unter anderem im Kirchenschiff an den Pfeilern, in den Seitenapsiden, Seitenschiffen, an den Seitenwänden, im Chorumgang oder im Priesterchor aufgestellt. Im Mittelalter konnten Altäre mit einem bestimmten Patrozinium gestiftet werden; zur Stiftung gehörte auch der Unterhalt für einen Priester. 
Der Hauptaltar rückte im Laufe der Zeit näher an die Apsis heran (und damit weiter von der Gemeinde weg) und entwickelte sich zum Hochaltar, der zunehmend aufwändig gestaltet wurde. Vor dem Lettner stand ein Volksaltar als Zelebrationsaltar, an dem die Messen für die Laien zelebriert wurden; häufig war er dem Kreuz Christi geweiht und wurde Kreuzaltar genannt. Infolge einer theologischen Neuorientierung durch die Liturgische Bewegung ab etwa 1920 und der Liturgiereform des Zweiten Vatikanischen Konzils kam es in der römisch-katholischen Kirche verbreitet zu einer Änderung der Zelebrationsrichtung: Der Priester steht bei der Eucharistiefeier in der Regel jetzt hinter dem Altar, der Gottesdienstgemeinde zugewandt. Dadurch wurden viele Altarräume architektonisch umgestaltet. Der Hauptaltar einer katholischen Kirche soll heute freistehend sein, damit er leicht umschritten werden kann, und soll so aufgestellt werden, „dass er wahrhaft den Mittelpunkt bildet“. Bei Kirchenneubauten soll nur noch ein Altar errichtet werden, „der in der Versammlung der Gläubigen den einen Christus und die eine Eucharistie der Kirche bezeichnet“.
Mit Einführung der Reformation wurde in den lutherischen Kirchen nur der Hauptaltar beibehalten. Da das Abendmahl bei den reformierten Kirchen und Freikirchen nur Erinnerungsmahl ist, findet sich hier lediglich ein Abendmahlstisch. In den norddeutschen Kirchen calvinistischer Tradition trat zudem der Schriftaltar mit zentralen biblischen oder liturgischen Texten wie den Zehn Geboten, den Einsetzungsworten oder dem Apostolikum an die Stelle des Altarretabels.
Seltener sind tragbare Altäre (Portatile), die bei Prozessionen, im Heerzug oder für Reisen, auf öffentlichen Plätzen oder Friedhöfen eingesetzt wurden.
Seit frühester Zeit gehören zum Altar metallene oder hölzerne Leuchter und Altarkerzen.

## Sakramentshaus und Tabernakel
Entsprechend der besonderen Bedeutung der geweihten Hostien in der römisch-katholischen Kirche gibt es zu deren Aufbewahrung separate Behältnisse. Während in der Romanik die Hostien in einer vergitterten und oft aufwendig verzierten Wandnische im Chor verwahrt wurden, entstand am Ende des 14. Jahrhunderts das freistehende, turmähnliche Sakramentshaus, das meist auf der Evangelienseite (an der Nordseite) aufgestellt wurde. Sakramentshäuser mit verschließbaren Gittertüren sind aus weichem Stein kunstvoll und oft mehrere Meter hoch gestaltet, seltener aus Holz oder Metall. In nachgotischer Zeit wurden sie durch das Tabernakel abgelöst, das zentral im Retabel des Hauptaltars seinen Platz fand, so besonders im Zeitalter des Barock. Auch können die Reliqua sacramenti in einer eigenen Seitenkapelle oder in einem kunstvollen Tabernakel auf einer Stele aufbewahrt werden.

## Kruzifix und Kreuz

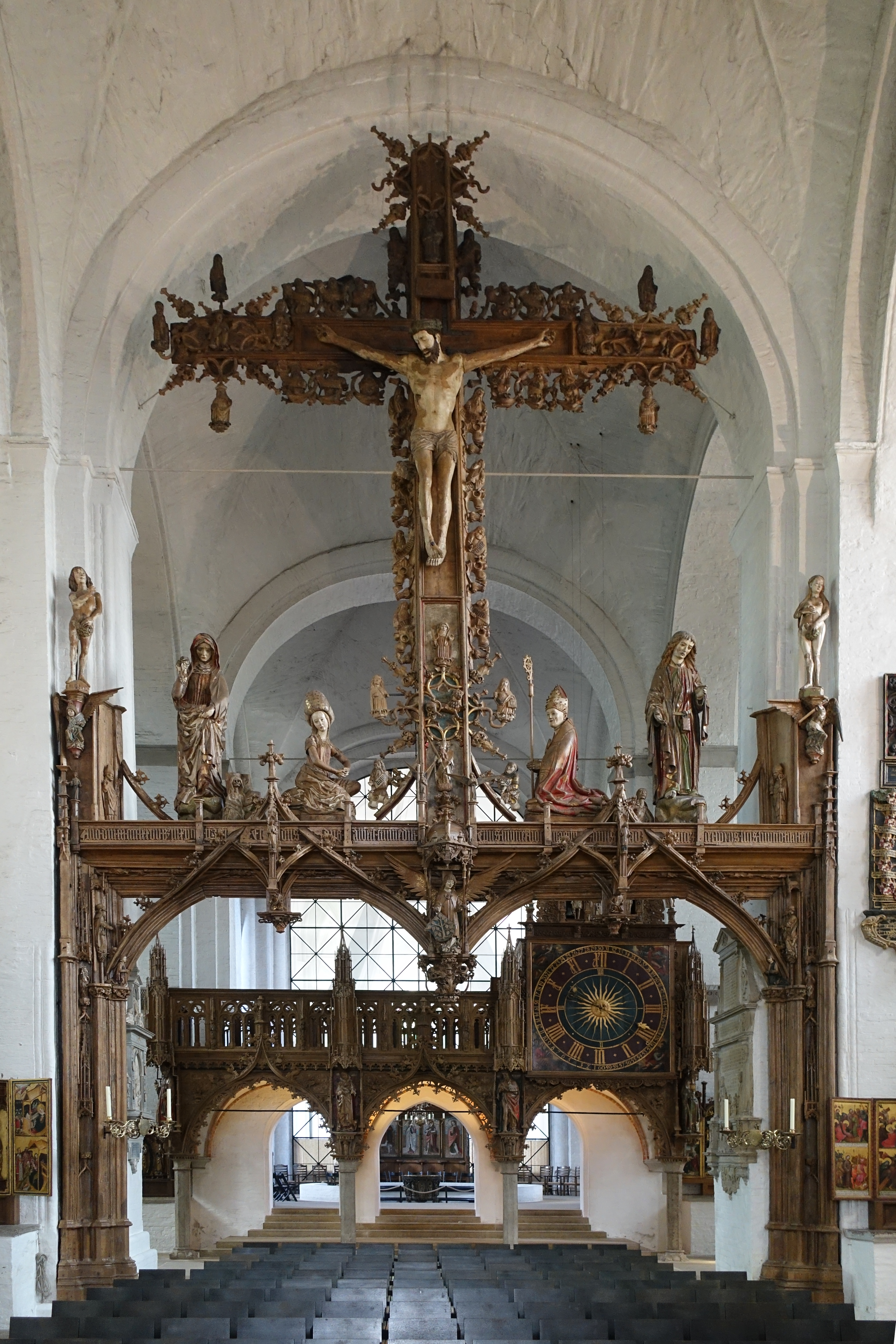
Triumphkreuz im Lübecker Dom von 1477

Einige mittelalterliche Kirchen haben im Triumphbogen zwischen dem kultischen Raum und dem Laienraum ein hölzernes, monumentales Triumphkreuz mit der Darstellung der teils lebensgroßen Kreuzigungsgruppe. Als Assistenzfiguren konnten aber auch Apostel, Engel und Stifter in Erscheinung treten; manchmal wurde der Gekreuzigte auch allein dargestellt.
Mit dem Rückgang der Triumphkreuze kamen die kleineren Altarkreuze auf, die sich aus dem Vortragekreuz entwickelt hatten. Das an einer Stange befestigte Kreuz wird beim feierlichen Einzug zur Heiligen Messe, bei Prozessionen und anderen feierlichen Anlässen getragen und in Altarnähe aufgestellt. In modernen Kirchen sind zuweilen schwebende Kreuze über dem Altar aufgehängt.
In katholischen Kirchen ist zur Feier der heiligen Messe ein Kruzifix mit dem Bildnis Christi auf dem Altar oder in seiner Nähe vorgeschrieben. Weitere Kreuze sind an den Wänden angebracht, in evangelischen Kirchen oftmals zentral an der Altarseite, in reformierten Kirchen grundsätzlich ohne Korpus, wenn nicht ganz auf ein Kreuz verzichtet wird. An den Innenwänden römisch-katholischer und altkatholischer Kirchen finden sich zwölf Apostelleuchter mit Weihekreuzen an den Stellen, an denen das Kirchengebäude bei der Kirchweihe vom Bischof rituell gesalbt wurde.

## Liturgisches Gerät und Paramente
Das liturgische Gerät (Vasa sacra) wird bei der Eucharistie eingesetzt und ist deshalb in der Regel aus Edelmetall – meistens vergoldetes Silber, seltener bloßes Silber – gefertigt. Die Geräte können auf der Kredenz (Gabentisch) bereitgestellt werden. Der Kelch dient bei der Heiligen Messe zur Aufnahme des zu konsekrierenden Weins, in der evangelischen Abendmahlsfeier zur Darreichung von Wein oder Traubensaft. Der dreiteilige Pokal besteht in der Regel aus einem runden oder vielpassigen Fuß, einem polygonalen Knauf (Nodus) und einer Kuppa. Die Patene ist eine flache runde Schale oder ein Teller, auf der die Hostie bzw. das Brot liegt.
Die übrig gebliebenen konsekrierten Hostien werden in römisch-katholischen und altkatholischen Kirchen in einem kunstvoll gestalteten Ziborium aufbewahrt, das mit einem Deckel verschlossen wird und sich an der Kelchform orientiert. Die vergoldete Pyxis wird für die Krankenkommunion eingesetzt. Mit dem Kelchlöffel wird in der Messe dem Wein etwas Wasser zugeführt. In evangelischen Kirchen dient er dazu, Verunreinigungen aus dem Kelch zu entfernen, in orthodoxen Kirchen dazu, den Kommunikanten die vermischten Gaben von Brot und Wein zu reichen. In evangelischen und altkatholischen Kirchen können die Abendmahlsgeräte auch aus Holz, Glas oder Zinn gefertigt sein. Die Monstranz ist ein liturgisches Schaugefäß aus Metall, das meist strahlenförmig gestaltet ist. In gotischer Zeit waren turmförmige Sakramentsmonstranzen die Regel.
Zur Spendung der Taufe dienen in den meisten Konfessionen Taufkanne und Taufschale.
Gewöhnlich wird auf dem Altar auch die Altarbibel (eine aufwändig gestaltete große Bibel zum liturgischen Gebrauch) ausgelegt.
Zu den weiteren Geräten gehören in der katholischen Kirche die Altarglocken, die beispielsweise bei der Konsekration (Wandlung) oder beim sakramentalen Segen eingesetzt werden, sowie eine Sakristeiglocke, die beim Beginn des Einzugs erklingt, ferner Gefäße für Heilige Öle und eine Lavabogarnitur für den Ritus der Händewaschung (Lavabo), bestehend aus einer Wasserkanne, einem Lavabotablett und einem Lavabotuch zum Abtrocknen der Hände. Das kugel- oder vasenförmige Weihrauchfass wird auch in der anglikanischen Kirche und den Orthodoxen Kirchen verwendet; in ihm werden Weihrauchkörner verbrannt, die in einem „Schiffchen“ mitgeführt werden. Die Inzens, das Beräuchern mit Weihrauch, ist bei feierlichen Gottesdiensten oder Prozessionen ein Zeichen der Verehrung. Bei Prozessionen und in feierlichen Messen kommen außerdem tragbare Leuchter („Flambeaus“) zum Einsatz. Für den Blumenschmuck werden Vasen benötigt.
Opferkerzen gibt es als Ausdruck des Gebets mittlerweile in vielen christlichen Konfessionen.
Auch Paramente gehören zur Ausstattung einer Kirche. Hierzu zählen die liturgischen Gewänder der Liturgen und der Assistenz, die bei vielen Konfessionen in den verschiedenen liturgischen Farben vorhanden sind, außerdem Altartücher und Kelchwäsche.
Die liturgischen Geräte und Paramente werden in einem Nebenraum der Kirche, der Sakristei, aufbewahrt. Sie ist im Allgemeinen in der Nähe des Altarraumes angeordnet.
Die Piscina war meist in der südlichen Chorwand eingelassen und ähnlich wie die zeitgenössischen Fenster mit Rahmenwerk, Blenden und Randmalereien gestaltet. Sie diente in mittelalterlicher Zeit der Reinigung der kultischen Geräte und zum Abfluss des restlichen Wassers, das entweder nach außen auf geweihten Boden geleitet oder in einem Schacht (Sacrarium) innerhalb des Chors oder der Sakristei entsorgt wurde.

## Kanzel und Ambo

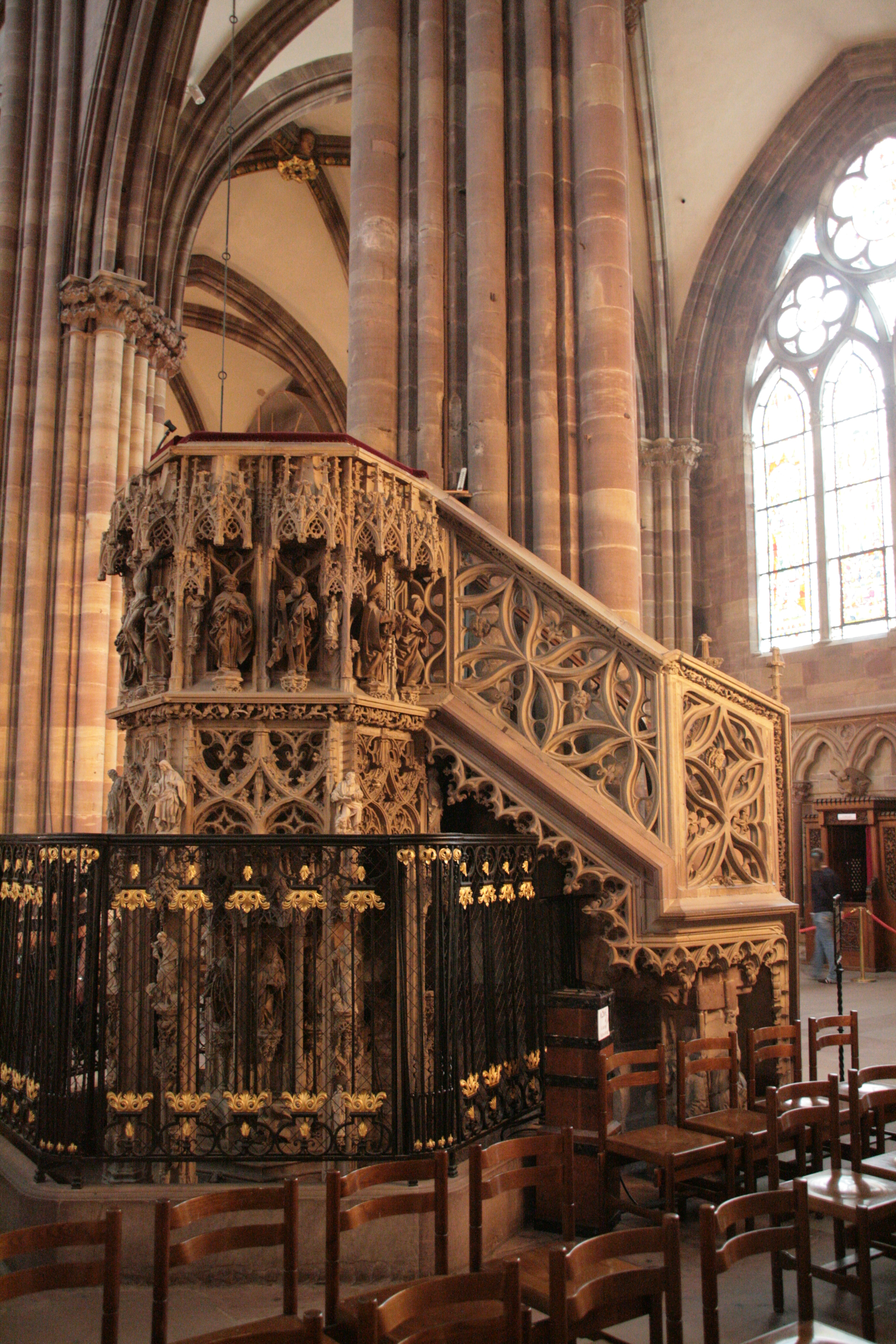
Steinerne Kanzel von 1486 im Straßburger Münster

Die Kanzel ist der erhöhte und akustisch günstige Predigtort im vorderen Drittel des Kirchenschiffs. Während in Italien steinerne Kanzeln in der Romanik und Gotik zahlreich begegnen, fehlen sie im vorreformatorischen Deutschland so gut wie ganz. Im Zuge der Reformbewegungen im späten Mittelalter gewannen die Wortverkündigung und das Interesse an Kanzeln erheblich an Bedeutung, vor allem im südwestdeutschen Raum. Mit Einführung der Reformation erhielten vor allem evangelische Kirche Kanzeln. Historische Kanzeln sind aus Stein oder Holz gefertigt und bestehen aus dem Kanzelkorb, dem Kanzelaufgang und dem Schalldeckel. Oft sind Kanzeln an einem Pfeiler und bei kleineren Kirchen an einer Langseite, vorzugsweise der Südwand, aufgestellt. Der Grundriss des polygonalen Kanzelkorbs und des Schalldeckels ist meist oktogonal. Die Kanzel ist nicht selten mit Schnitzwerk verziert. Häufig finden sich auf den Kanzelfeldern programmatische Darstellungen wie die Evangelisten oder ihre Symbole oder biblische Szenen. Als Sonderform evangelischer Kirchen entstanden vor allem im Barock und Klassizismus die Kanzelaltäre. Sie symbolisierten als architektonische Einheit die Einheit von Eucharistie und Wortverkündigung.
Der Ambo geht auf die mittelalterliche Lesekanzel im Bereich des Lettners zurück, von wo aus die Bibellesungen gehalten wurden. Nachdem der Ambo lange durch Lesepulte verdrängt worden war, kam es in der römisch-katholischen Kirche nach dem Zweiten Vatikanum zu einer Wiederbelebung dieser Tradition. In lutherischen und unierten Kirchen liegt die Bibel nicht auf dem Altar, sondern auf dem Ambo.
Neben der Bibel gehört in der römisch-katholischen Kirche das Sakramentar mit den grundlegenden Messtexten zu den liturgischen Büchern. Ihm entspricht in den evangelischen Kirchen die Agende. Epistolar und Evangeliar umfassen die zu verlesenden neutestamentlichen Bibeltexte, deren Abschnitte zweckmäßig in Perikopenbüchern zusammengestellt werden. Das Graduale enthält die Messgesänge mit Noten, der Psalter die 150 Psalmen.

## Taufbecken

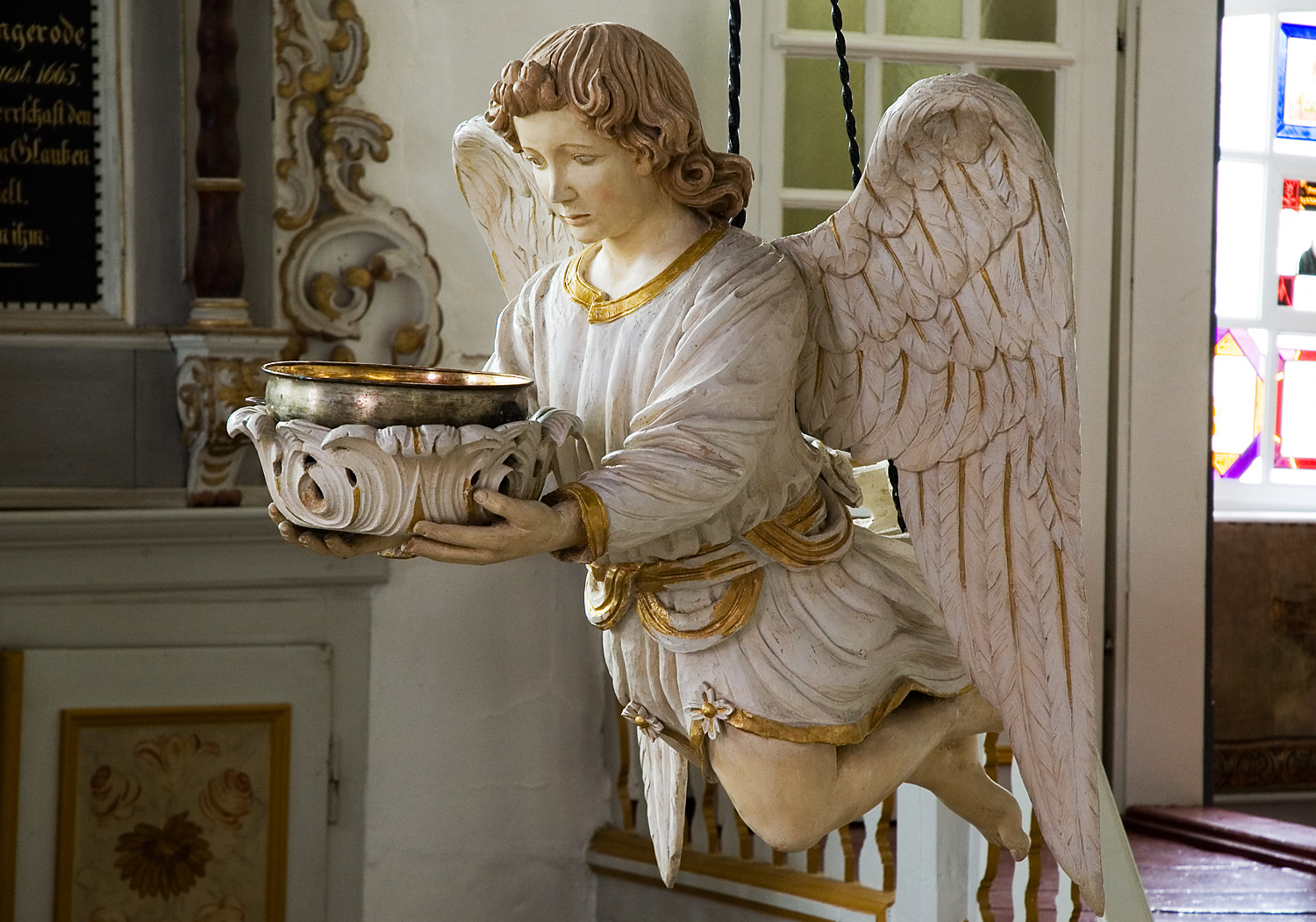
Taufengel in der Kapelle Burg Bodenstein

Ein Taufbecken ist für alle christlichen Kirchen konstitutiv. Material, Größe, Gestalt und Aufstellungsort sind jedoch nicht festgelegt. In der Regel sind sie im liturgischen Bereich frei aufgestellt; es gibt innerhalb der Kirche aber auch separate Taufkapellen. Ab dem 11. Jahrhundert ging man von großen monolithischen Taufbecken, in denen die Neugeborenen vollständig untergetaucht wurden, zu einer kleineren Kelchform über, die in der Gotik sehr verbreitet war. Mittelalterliche Bronzefünten des niederdeutschen Kulturraums setzten in den letzten Jahrzehnten des 13. Jahrhunderts ein. In der Renaissance entstanden schmalere Taufständer, im Barock Taufschalen und gelegentlich Taufengel, die in halber Höhe aufgehängt sind und zur Taufhandlung heruntergelassen werden.

## Weihwasserbecken
Weihwasserbecken sind im Eingangsbereich katholischer Kirchen zu finden. Von einzelnen freistehenden Becken auf Ständern abgesehen, sind sie an Wänden oder Pfeilern fest angebracht. Daneben gibt es transportable Weihwasserkessel, die für Prozessionen einsetzbar sind. In gotischer Zeit waren sie als kupferne oder bronzene Kübel mit Henkel gestaltet. Das Aspergill, das ab dem 11. Jahrhundert vereinzelt und ab dem 13. Jahrhundert regelmäßig auftritt, dient zur Besprengung mit Weihwasser. Der zepterähnliche Stab endet in einer siebartigen Blütenknospe.

## Reliquiare
Reliquiare dienen in der katholischen Kirche der Aufbewahrung und der Präsentation von Reliquien und haben deshalb eine andere Funktion als die Sepulcren in Altären. Im Hinblick auf Form, Größe und Material gibt es eine große Vielfalt. Neben Kästchen, Büchsen, Kapseln und anderen Gefäßen gibt es flache Tafelreliquiare oder solche in Kreuz-, Tier- oder Monstranzform. Entsprechend dem erhaltenen Körperteil kann das Behältnis auch als Hand, Finger, Fuß, Bein, Rippe oder Statue gestaltet sein. Im Mittelalter entstanden kostbare Schreinreliquiare.

## Kirchengestühl und Stände

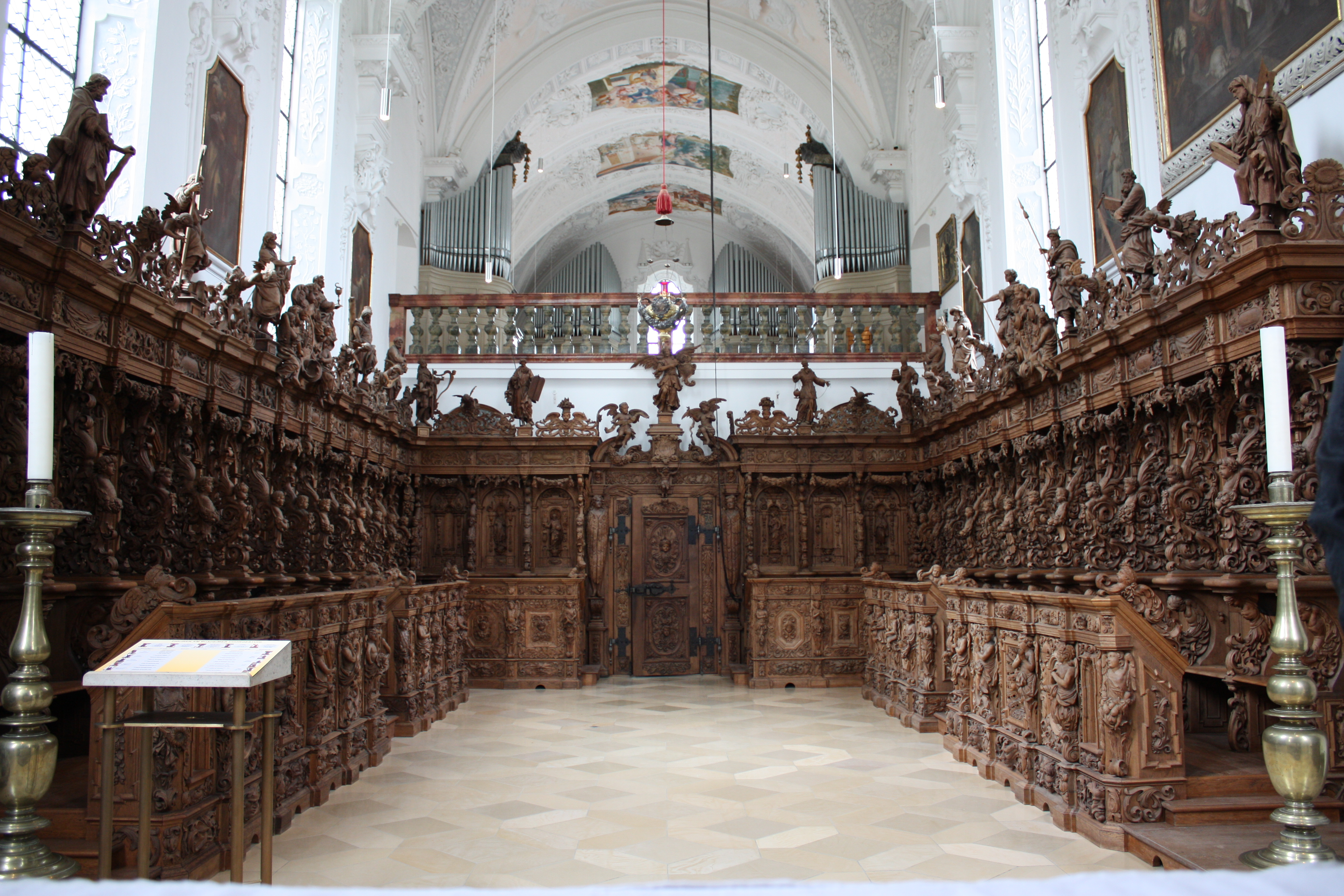
Buxheimer Chorgestühl von 1691

Als erstes Gestühl sind steinerne Sedilien ab dem 4. Jahrhundert nachgewiesen. Kathedralen haben als Bischofssitz eine häufig steinerne Kathedra, die an hervorgehobener Stelle im Chorraum positioniert ist. Einsitze und Dreisitze, Sitzbänke oder Sessionsnischen in der südlichen Seitenwand des Chors (Epistelseite) dienten den Priestern, Ordensleuten oder anderen an der Liturgie beteiligten Personen während bestimmter Teile der Messe als Sitzgelegenheit, während die Gemeinde dem Gottesdienst stehend beiwohnte. Ab dem 14. Jahrhundert wurde das Gestühl auch aus Holz gefertigt. Beim katholischen Gottesdienst sind für Priester, Diakone und Messdiener und eventuell andere liturgische Dienste Sedilien vorgesehen; der Priestersitz ist dabei in der Regel etwas hervorgehoben. Der Bischof nimmt in seiner Bischofskirche beim Gottesdienst auf der Kathedra Platz.
Im ein- oder mehrreihigen hölzernen Chorgestühl in Kloster- oder Stiftskirchen nehmen die Mönche, Nonnen oder Kapitularen beim gemeinsamen Chorgebet und bei der heiligen Messe Platz. Historische Chorgestühle finden sich auch in einigen Pfarr- oder Domkirchen. Hier waren die Plätze unter anderem Mitgliedern des Klerus oder des Domkapitels vorbehalten. Das Chorgestühl hatte oft Klappsitze, Armlehnen (Accoudoir) und Rückwände (Dorsale). Die Klappsitze verfügten vielerorts über „Miserikordien“ an der Unterseite – Stützbretter, an die man sich bei längeren Stehzeiten anlehnen konnte. Ab etwa 1300 wurde das Gestühl mit Schnitzwerk und Intarsien verziert, in reicher Weise besonders in Süddeutschland.
Ein Laiengestühl für die Gemeinde wurde meist erst ab der Reformationszeit eingebaut. Meist sind Bänke vorhanden, die in katholischen Kirchen über Kniebänke verfügen. Mancherorts sitzt die Gottesdienstgemeinde aber auch auf Stühlen. Orthodoxe Kirchen haben nach wie vor kein Kirchengestühl. Für die Patronatsherren gab es besondere Stände wie die Patronatsloge, die nicht selten durch Glasscheiben oder durchbrochenes Gitterwerk geschlossen waren. Daneben gab es Stände für besondere Personen wie Adelige, die Pfarrerfamilie oder den Kirchenvorstand, in Norddeutschland Priechen genannt. Dem Pfarrstuhl konnte ein separater Stand angeschlossen werden, der als Sakristei diente, wenn hierfür kein Choranbau als eigener Nebenraum zur Verfügung stand.
In römisch-katholischen, seltener in lutherischen Kirchen finden sich Beichtstühle, die im 17. und 18. Jahrhundert weite Verbreitung erfuhren. Sie sind in lutherischen Kirchen oft in Altarnähe, bei römisch-katholischen Kirchen entweder in der dem Altar gegenüberliegenden Seite (meist im Westen) oder ebenfalls nahe am Altarbereich eingebaut. Reformierte Kirchen kennen keine Beichtstühle. Die meist hölzernen Beichtstühle haben zwei oder drei Innenräume mit je einer Tür. Während der Priester sitzt, hat der Gläubige eine Kniebank, die zu der vergitterten Öffnung in der Trennwand ausgerichtet ist. In modernen katholischen Kirchen findet sich stattdessen oft ein separates Beichtzimmer mit fakultativ nutzbarer Sichtwand.
Bei bestimmten katholischen Gottesdiensten kommen transportable Knie- oder Betbänke zum Einsatz, etwa bei einer eucharistischen Anbetung für den Priester oder Diakon oder bei der kirchlichen Trauung für das Brautpaar („Hochzeitsbank“). 

## Plastiken und Malerei
Bilder und figürliche Darstellungen dienten von alters her der Veranschaulichung christlicher Inhalte. Im Mittelalter spiegeln die Wand- und Gewölbemalereien, die vor allem die drei Themenkreise Jüngstes Gericht, Passion Christi und Heilige zum Gegenstand haben, die mittelalterliche Frömmigkeit wider. Malereien und Fresken können durch lateinische bzw. griechische Inschriften erklärt werden. Ab dem 5. Jahrhundert sind bekrönte und ab dem 10. Jahrhundert thronende Madonnen im deutschsprachigen Gebiet nachweisbar. Weite Verbreitung erfuhr die Darstellung der Verkündigungs- und Heimsuchungsszene, Maria als Schmerzensmutter im Barock, die Schutzmantelmadonna und das Vesperbild (Pietà). Bei den Christusdarstellungen überwiegen Szenen aus der Passionsgeschichte. Reformierte Kirchen verzichten meist auf bildliche Darstellungen.
Die Brüstungsmalereien im Laienraum dienten ursprünglich als Armenbibel. Neben Wand- und Gewölbemalereien eignen sich die Emporenbrüstungen zur Darstellung biblischer Zyklen, der Apostel, Evangelisten, der Trinität oder der Heiligen. Auf den Kanzelfeldern sind Darstellungen der vier Evangelisten beliebt. Auf dem Lettner oder in Nischen können Statuen mit den Heiligenfiguren aufgestellt werden.
Typisch für römisch-katholische Kirchen ist der Kreuzweg, ein Bilderzyklus in meist 14 Stationen, der ab dem 18. Jahrhundert in jeder katholischen Kirche angebracht werden sollte. Der Leidensweg stellt die Passion Christi auf der Via Dolorosa dar und verbindet einzelne Ereignisse der biblischen Passionsgeschichte mit außerbiblischen Überlieferungen.

## Grabdenkmäler

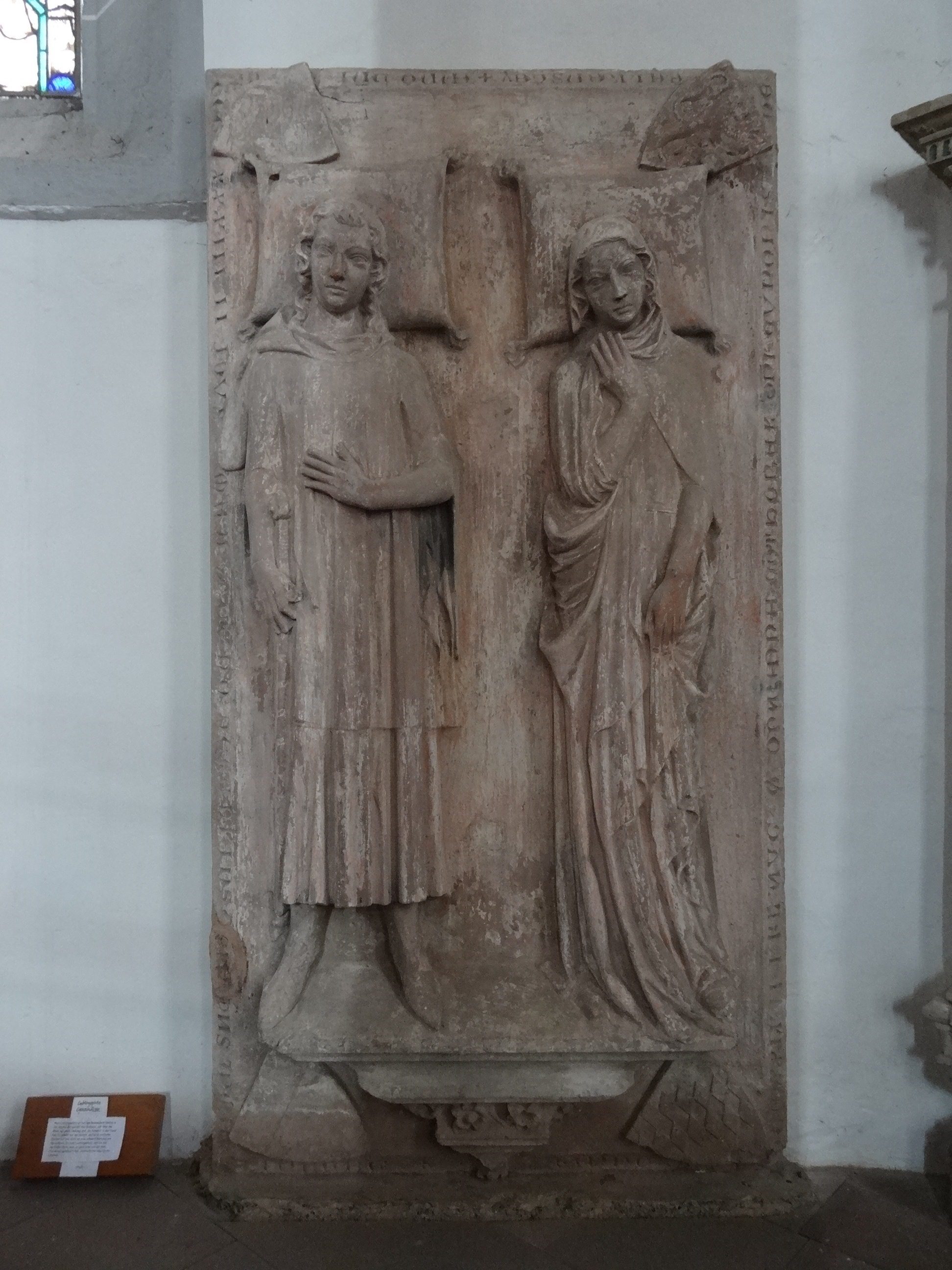
Grabplatte für Kuno von Falkenstein († 1333) und Frau Anna von Nassau († 1329) in der Marienstiftskirche Lich

Wegen der Heiligkeit des Ortes war es vielfach der Wunsch der Verstorbenen, im Kirchenraum, möglichst in Altarnähe bestattet zu werden. Aufgrund des beschränkten Platzes blieb die Bestattung innerhalb der Kirche oft den Klerikern, bedeutenden weltlichen Herrschern oder Patronatsherren vorbehalten. Steinplatten mit Inschriften oder Darstellungen erinnerten an die betreffenden Personen. Sie wurden im Fußboden eingelassen und nachträglich oft außen oder innen an den Wänden aufgestellt, um sie vor Abrieb und Verwitterung zu schützen. Eine andere Möglichkeit war es, mittels Epitaphien an die Verstorbenen zu erinnern. Beliebt war die Darstellung der ganzen Familie unter dem gekreuzigten Christus in Form eines Andachtgemäldes. Der Mann wurde mit seinen Söhnen dem Alter nach auf der linken Seite (rechts des Gekreuzigten) und die Frau mit den Töchtern auf der anderen Seite in anbetender Position dargestellt. Totenschilde wurden zum Gedenken an Ritter und Adelige angebracht, während Namenstafeln die in Kriegen Gefallenen auflisten.

## Orgel
Im Mittelalter diente die Orgel liturgischen Zwecken und nicht zur Begleitung des Gemeindegesangs. Sie übernahm Teile der Messe und der kirchlichen Tageszeiten wie den Introitus und die Lobgesänge und erklang im Wechsel mit dem Chor, der Gemeinde oder einzelnen Sängern („Alternatimpraxis“). Orgeln wurden deshalb vorzugsweise in der Nähe zum liturgischen Geschehen installiert, gerne als Schwalbennestorgel. Ab der Mitte des 17. Jahrhunderts, als infolge des Dreißigjährigen Krieges und schwerer Pestepidemien die Bevölkerung erheblich dezimiert wurde und sich der Gemeindegesang verschlechterte, unterstützte die Orgel den Gemeindegesang. Bevorzugter Aufstellungsort war jetzt die Westempore oder der Lettner, in kleineren Kirchen auch der Chorbogen. Größere Kirchen verfügen neben der Hauptorgel manchmal über eine kleinere Chororgel. Bedeutende historische Orgeln oder große Neubauten können als Konzertorgel genutzt werden.

## Glocken
Die meisten Kirchen verfügen über ein Geläut aus einer oder mehreren Glocken. Sie hängen in der Regel im Kirchturm oder in einem Dachreiter, mitunter auch in einem separaten Glockenträger.

## Ausstattung für Festzeiten
In Kirchen werden in der Regel auch Ausstattungsgegenstände aufbewahrt, die temporär im Verlauf des Kirchenjahres benötigt werden. Dazu gehören Ständer oder Aufhängevorrichtungen für den Adventskranz, eine Weihnachtskrippe und Ständer für Bäume zu Weihnachten. In den Karmetten in der Heiligen Woche kommen die Tenebraeleuchter zum Einsatz, auf denen 13 oder 15 Kerzen in Dreiecksform aufgestellt sind. Bei der Fronleichnamsprozession wird ein „Himmel“ genannter Stoffbaldachin mitgetragen, unter dem der Priester mit der Monstranz geht. Manche Kirchen verfügen über schmuckvolle Ständer für die Osterkerze, die zunehmend das ganze Jahr über im Altarraum oder am Taufbecken stehen bleibt.